# Tomoya Adachi
Tomoya Adachi (jap. 足立 知弥, Adachi Tomoya; * 18. Dezember 1985 in Ōita, Präfektur Ōita) ist ein japanischer Marathonläufer.

## Leben
2008 gewann er bei seinem Debüt den Beppu-Ōita-Marathon.
Im Jahr darauf wurde er ebendort Sechster. 2010 wurde er Fünfter beim Tokio-Marathon.
Tomoya Adachi startet für das Firmenteam von Asahi Kasei.

## Persönliche Bestzeiten
- 5000 m: 13:47,08 min, 10. Juni 2007, Abashiri
- 10.000 m: 28:29,24 min, 2. Mai 2011, Nobeoka
- Marathon: 2:11:59 h, 3. Februar 2008, Ōita